# Lost in a Harem
Lost in a Harem este un film de comedie american din 1944. În rolurile principale joacă actorii Bud Abbott și Lou Costello.

## Distribuție
- Bud Abbott ca Peter Johnson
- Lou Costello ca Harvey Garvey
- Marilyn Maxwell ca Hazel Moon
- John Conte ca Prince Ramo
- Douglass Dumbrille ca Nimativ
- Lottie Harrison ca Teema
- Lock Martin ca Bobo (ca J. Lockard Martin)
- Murray Leonard ca The Derelict
- Aida Kuznetzoff ca Chief Ghamu
- Milton Parsons ca Cystal Gazer
- Ralph Sanford ca Mr. Ormulu
- Jimmy Dorsey and His Orchestra ca Themselves